# Lukáš Hůlka
Lukáš Hůlka (Mladá Boleslav, 31 marzo 1995) è un calciatore ceco, difensore del Bohemians 1905.

## Caratteristiche tecniche
Hulka è un difensore, con un’ottima costanza a livello realizzativo.

## Carriera

### Club
Ha iniziato la sua carriera calcistica nel Mladá Boleslav. Fin dagli inizi della sua carriera ha ricevuto due premi, uno nel 2013 con l'U-19 ceca ed un altro nel 2015. Durante una parte della stagione 2012/13, ha giocato in un campionato professionistico, essendo stato promosso dalla primavera.
Nella stagione 2014/2015 ottiene anche 2 presenze in Europa League.
Nell'autunno del 2015 si è infortunato al ginocchio e non ha potuto giocare per diversi mesi. Riparte poi nel 2016 con il Hradec Králové in prestito. In questa compagine ha incontrato il difensore Roman Polom, con il quale ha giocato pure nel Mladá Boleslav. Ha giocato 10 partite di campionato con la maglia dell’Hradec Králové e ha segnato un gol. Nel giugno 2017 è tornato al Mladá Boleslav.
Nel giugno 2017, ha iniziato ad allenarsi con il Bohemians 1905, dove si alternato le stagione, tra loro ed il Mladá Boleslav. Attualmente gioca per il Bohemians 1905.

### Nazionale
Hulka ha giocato per tutte le nazionali giovanili della Repubblica Ceca.